# ウィリアム・ル・バロン・ジェニー

ウィリアム・ル・バロン・ジェニー（William Le Baron Jenney, 1832年9月25日 - 1907年6月14日）はアメリカ合衆国の建築家、技術者。1884年の初のスカイスクレーパーの設計者としてまず知られ、アメリカン・スカイスクレーパーの父として知られるようになる。

## 生涯
ウィリアム・ル・バロン・ジェニーは1832年9月25日、マサチューセッツ州ブリストル郡フェアヘイヴンに父のウィリアム・プロクター・ジェニーと母のエリザ・ルバロン・ギッブスのあいだに生まれた。ウィリアム・プロクター・ジェニー（1802-1881年）は捕鯨船を保有する船舶会社の社長であり、ゆえにジェニーは裕福で信仰厚いピューリタンの家庭に育つとともに、父の職業柄、幼い頃から旅をする機会には事欠かない日々を過ごした。
1846年にアンドーヴァーのフィリップス・アカデミーに入学し最初の教育を受けたのち、1853年、ハーヴァード大学ローレンス科学学校（Lawrence Scientific school、現The Harvard School of Engineering and Applied Science）に入学するが、その教育内容に満足することができず、エコール・サントラル・パリに転入する。
同校では当時の最新の鉄の構法とともに、エコール・ポリテクニークの教授であったジャン=ニコラ=ルイ・デュランの古典的機能主義の教義を学んでいる。1856年卒業、これはクラスメートのギュスターヴ・エッフェルに1年遅れてのことであった。
卒業後の構造技術者としての最初の仕事は、メキシコでの鉄道敷設においてである。
アメリカに戻って陸軍に工兵として入隊、1861年に始まった南北戦争に参加し、ウィリアム・シャーマン将軍、ユリシーズ・グラント将軍らのもとで、要塞などの防御設備の設計に従事した。終戦までには少佐に昇進、ナッシュヴィル統合作戦本部では、技術担当幕僚を務める。
戦後はイリノイ州シカゴに移り、商業ビルと都市計画に特化した建築設計事務所を開業する。1870年代後半を通して、週1回ミシガン大学で建築学を教えた。後年、シカゴ派の牽引役となるルイス・サリヴァン、ダニエル・バーナム、ウィリアム・ホラバード、マーティン・ローシェらは、ジェニーの事務所でスタッフとして働いた経歴を持つ。1867年5月8日、オハイオ州クリーヴランド出身のエリザベス「リジ―」ハナ・コブと結婚し、二人の子供に恵まれる。子どもはマックスとフランシスと命名された。
ジェニーの代表作は、シカゴにある10階建てのホーム・インシュアランス・ビルである。このビルは、アメリカ初の高層建築であり、構造体の全てを鉄製の柱・梁で構成した最初の例であると考えられている。1884年から1885年にかけて建設され、1891年に増築、1931年に取り壊された。これまでの建築物は、石やレンガで構成される組積造がほとんどであったが、彼の設計では総重量にして、組積造の約1/3程度に抑えられ、これにより、建築物を高層にすることが可能になったのである。鉄製の構造体を持つ建築物は、出火時の耐力低下という問題を孕んでいるが、彼は1889年から1891年にかけて同じくシカゴに建てられたセカンド・ライター・ビルにて、石やレンガ、鉄、大理石の床や間仕切りを使用することによって対応している。
1872年にアメリカ建築家協会（AIA)準会員となり、1885年に正会員に昇格。1898年から1899年にかけて、最初の副会長を務める。
1907年6月14日、カリフォルニア州ロサンゼルスにて死去。死後、遺灰はシカゴのグレース墓地にある妻の墓の上に撒かれた。

## その他の作品
- コル・ジェス・H・ボーウェン邸　1869年シカゴ、ハイドパークーム
- L.Y.シャーマンホン邸　1869年シカゴ
- メトロポリタン・ブロック　1874年シカゴ
- 第2ライター・ビル　1889年シカゴ
- ルーディントン・ビル　1891年シカゴ
- マンハッタン・ビル　1891年シカゴ
- ホーティカルチュラル・ビル（コロンビア万博）1893年シカゴ
- ニューヨーク生命保険ビル　1894年シカゴ